# Lotus peczoricus
Lotus peczoricus là một loài thực vật có hoa trong họ Đậu. Loài này được Miniaev & Ulle miêu tả khoa học đầu tiên.